# عمر دي خيسوس
عمر دي خيسوس (29 فبراير 1976 بكيتو في الإكوادور - ) هو لاعب كرة قدم إكوادوري في مركز الظهير. شارك مع منتخب الإكوادور لكرة القدم. أما مع النوادي، فقد لعب مع برشلونة جواياكويل ونادي ديبورتيفو إل ناسيونال ونادي أوكاس.

## مسيرته الكروية
لعب عمر دي خيسوس خلال مسيرته الاحترافية مع 4 أندية في تسعة عشر موسمًا وسجل خلالها 22 هدفًا ضمن 564 مباراة. ولم يفز بأي موسم بالكأس وفاز في موسمين بالدوري.
خاض عمر دي خيسوس مسيرته مع نادي أوكاس في موسم 1993 ليلعب معه عشرة مواسم، مشاركًا في 289 مباراة سجل خلالها 13 هدفًا. ثم انتقل إلى نادي ديبورتيفو إل ناسيونال في موسم 2003 ليلعب معه خمسة مواسم، حيث شارك في 163 مباراة سجل خلالها 7 أهداف. لينتقل بعدها إلى نادي برشلونة في موسم 2008 واستمر معه طيلة ثلاثة مواسم، مشاركًا في 81 مباراة سجل خلالها هدفين. ثم انتقل إلى L.D.U. Loja ‏ ما بين عامي 2011 و2012 لمدة موسم واحد، مشاركًا في 31 مباراة ولم يسجل أي هدف.

## وصلات خارجية
- عمر دي خيسوس على موقع الاتحاد الدولي (مؤرشف)  (الإنجليزية)
- عمر دي خيسوس على موقع إي إس بي إن إف سي (الإنجليزية)
- عمر دي خيسوس على موقع قاعدة بيانات كرة القدم.إي يو (الإنجليزية)
- عمر دي خيسوس على موقع ناشيونال فوتبول تيمز (الإنجليزية)